# Piona nodata
Piona nodata är en kvalsterart som först beskrevs av Otto Friedrich Müller 1776. Piona nodata ingår i släktet Piona och familjen Pionidae. Inga underarter finns listade i Catalogue of Life.